# Ferrovia Transiberiana
La ferrovia Transiberiana (in russo Транссибирская железнодорожная магистраль?, Transsibirskaja železnodorožnaja magistral’; Транссиб, Transsib; il suo nome storico è Великий Сибирский Путь, Velikij Sibirskij Put’, ossia "Gran Via Siberiana") è la ferrovia che attraversa l'Europa orientale e l'Asia settentrionale in territorio russo, collegando le regioni industriali e la capitale russa Mosca con le regioni centrali della Siberia e quelle dell'estremo oriente russo.
Presentata per la prima volta con grande sfarzo all'Esposizione universale di Parigi del 1900, con il nome di Train Transibérien, la sua lunghezza di 9288 km ne fa la ferrovia più lunga nel mondo, divisa in un 19,1% europeo e un 80,9% asiatico (tuttavia a rigore si può chiamare tale solo la parte centro-orientale della ferrovia), da Čeljabinsk (al sud degli Urali) a Vladivostok, costruita tra il 1891 e il 1916. Le è stato dedicato un uovo Fabergé, l'uovo della Transiberiana.

## Storia

### Progettazione

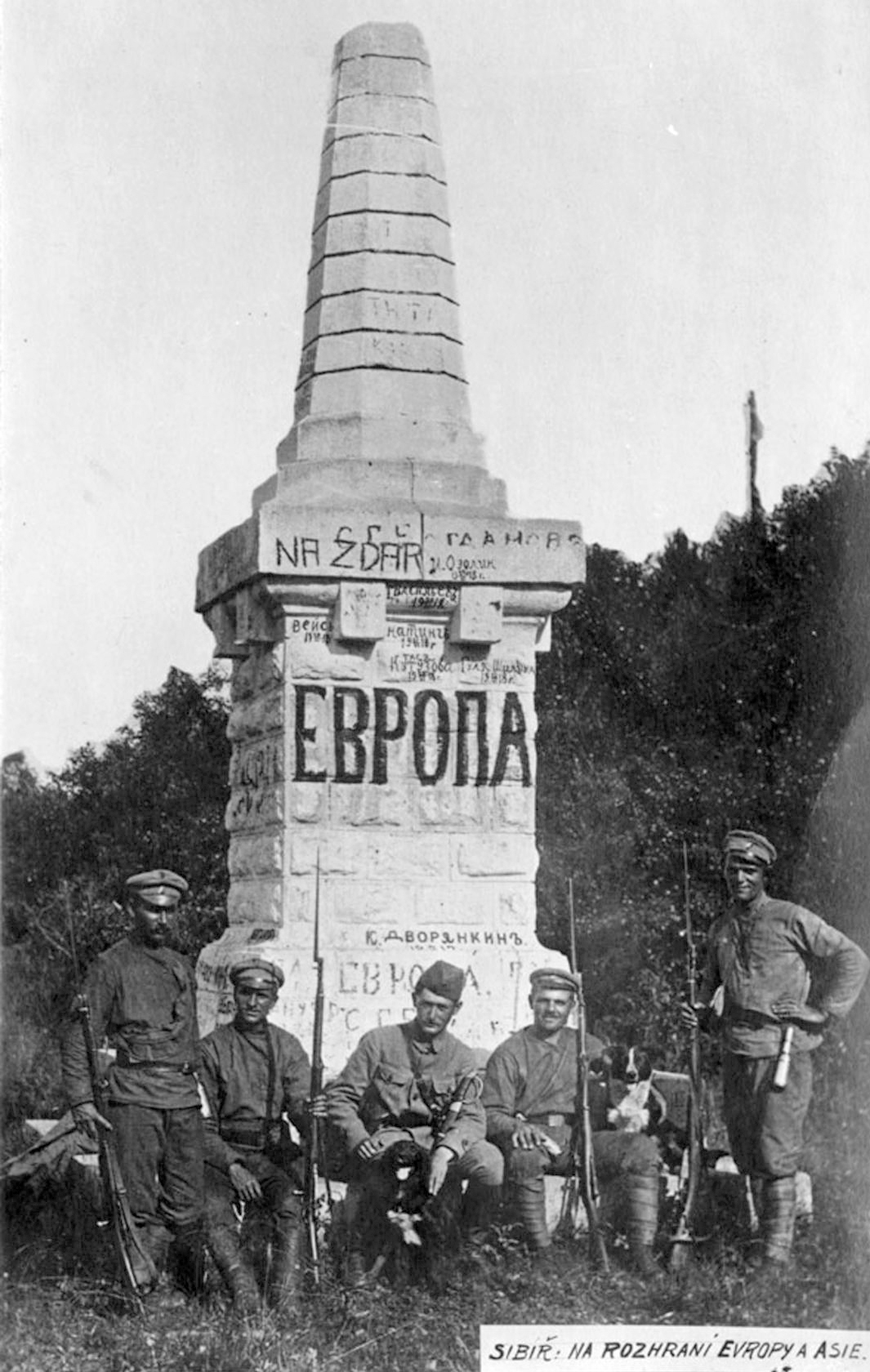
Foto storica dell'obelisco che segnala il confine Europa-Asia lungo la Ferrovia Transiberiana (1918)

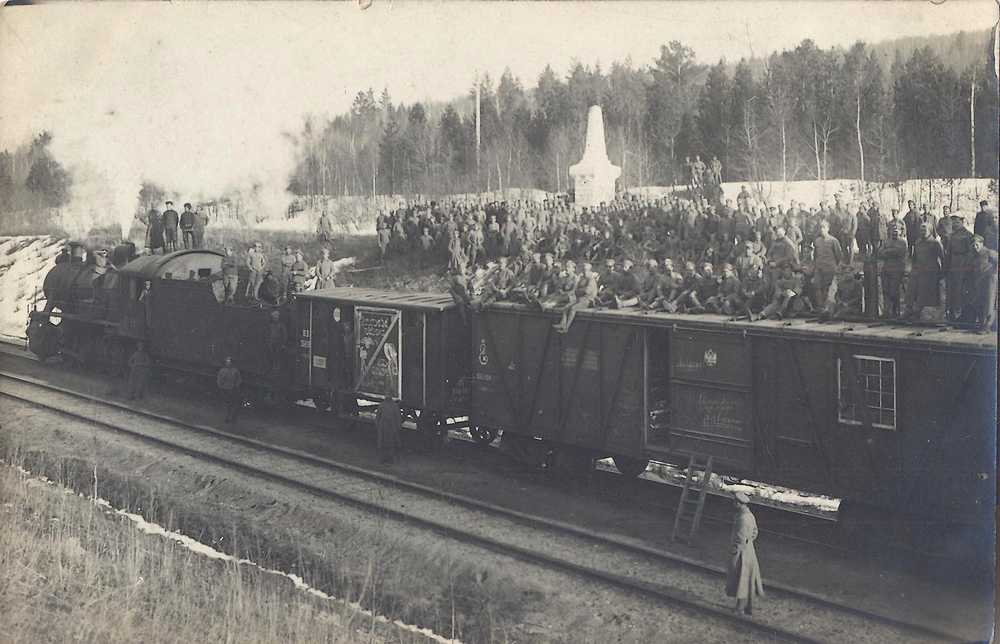
Foto storica dell'obelisco che segnala il confine Europa-Asia mentre passa un treno (1918)

Prima della costruzione della linea ferroviaria, il problema principale dei trasporti in Siberia era l'attraversamento dei fiumi che, scorrendo da sud a nord, impedivano un percorso agevole nella direzione da ovest a est. I trasporti a trazione animale erano molto lenti, e i viaggi da Mosca a Vladivostok duravano fino a tre o quattro mesi. Il problema fu preso seriamente in considerazione nel XIX secolo ed esaminato per molti anni, finché non si giunse negli anni 1880 alle prime proposte concrete di costruire una linea ferroviaria in Siberia.
Il progetto incontrò inizialmente molte opinioni avverse sulla base delle considerazioni che la messa in opera sarebbe stata troppo costosa, che la ferrovia non era effettivamente necessaria in Siberia e che per molti anni avrebbe comunque funzionato in grande perdita. Nonostante ciò, negozianti, industriali e militari delle province orientali appoggiarono il progetto, ognuno chiedendo di farla passare attraverso la propria città, che fu infine approvato.

### Costruzione

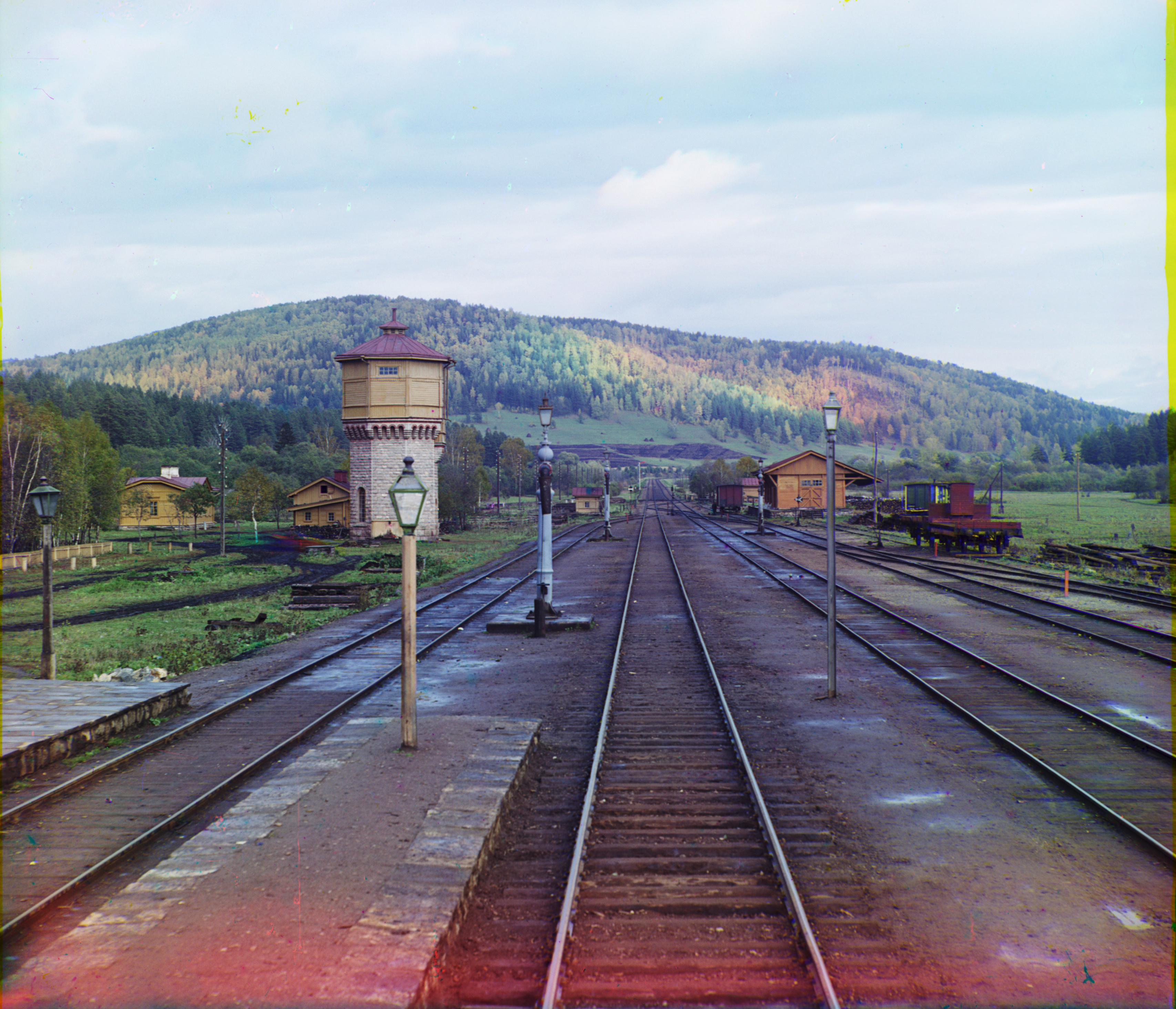
Immagine di una stazione della Transiberiana del 1910. È una delle prime foto a colori, scattata da Sergej Michajlovič Prokudin-Gorskij.

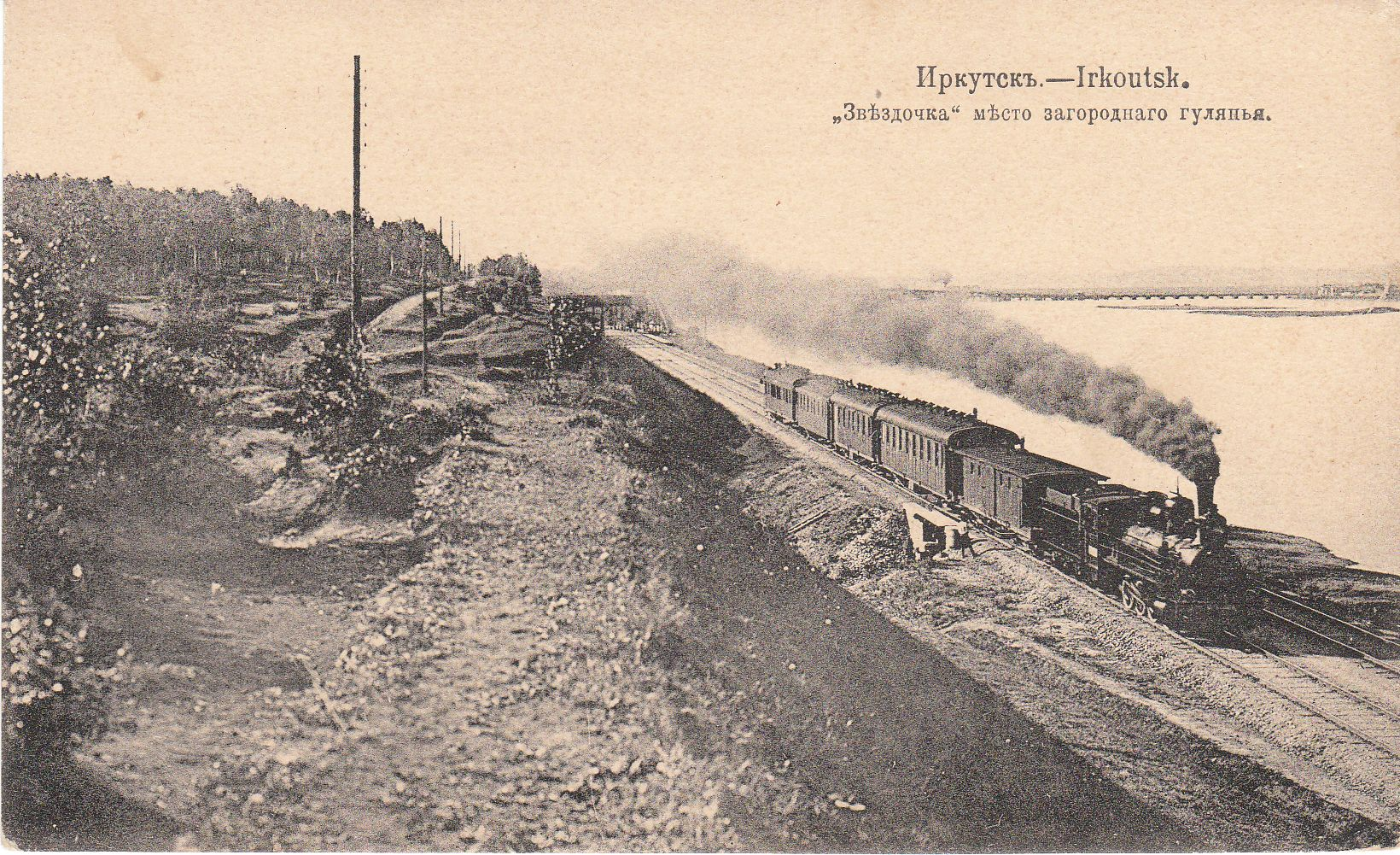
Passaggio del treno a Irkutsk (circa 1916).

L'inaugurazione ufficiale dei lavori avvenne il 31 maggio 1891: la cerimonia si tenne vicino a Vladivostok, alla presenza dello zarevic Nicola, il futuro imperatore Nicola II, che simbolicamente trasportò la prima carriola di terra. I lavori, tuttavia, erano già stati avviati nei primi giorni di marzo 1891, quando era iniziata la costruzione del tratto Miass - Čeljabinsk. La posa delle rotaie di tutta la Gran Via Siberiana terminò dieci anni dopo, il 3 novembre 1901, quando i costruttori della Ferrovia Orientale Cinese incontrarono quelli della Transiberiana.
La velocità dei lavori aveva tenuto l'impressionante media di 740 km all'anno. La forza lavoro impiegata all'apice della costruzione arrivò a contare circa novantamila uomini, molti dei quali erano dei prigionieri condannati ai lavori forzati, e in migliaia morirono per le terribili condizioni di lavoro. Il regolare collegamento del traffico ferroviario tra l'allora capitale dell'impero San Pietroburgo e porti del Pacifico come Vladivostok e Dal'nij fu garantito il 14 luglio 1903, quando la Gran Via Siberiana fu messa in funzione su tutta la sua estensione. L'unica interruzione del percorso avveniva sul lago Bajkal, che i treni attraversavano su uno speciale traghetto oppure deviando il percorso.
La fine della costruzione della tratta tra San Pietroburgo e Vladivostok avvenne dopo l'inizio del traffico sulla Ferrovia Circolare a sud del lago Bajkal il 29 ottobre 1905. Il completamento della linea su tutto il territorio dell'impero russo avvenne il 18 ottobre 1916 quando fu messo in funzione il ponte sull'Amur vicino a Chabarovsk. Considerando le varie migliorie e strutture aggiunte successivamente, la costruzione dell'imponente opera venne effettivamente completata il 5 ottobre 1916, a 25 anni dall'inizio dei lavori e a 13 dalla prima apertura della tratta.

### Effetti
C'erano pronostici opposti sul destino della ferrovia: i più pessimisti prevedevano grandi perdite dovute ai costi di esercizio, altri più ottimisti predicevano un grande successo e la possibilità di trasportare carichi fra l'Europa e il Giappone più velocemente e più economicamente che sul mare.
Di fatto le spese per la costruzione della Transiberiana rientrarono completamente in pochi anni, ma la linea non poté competere sul mercato dei trasporti per le merci in transito. La ferrovia era a binario singolo e inaspettatamente anche molto utilizzata da treni merci locali, cosa che riduceva la velocità media a 15 km/h.
Non di meno, la linea dette una grande spinta propulsiva allo sviluppo delle regioni siberiane. I ponti sui fiumi Ob' e Tomjo furono costruiti lontano da Tomsk, in quegli anni la più grande città siberiana. Tomsk fu sorpassata da Novosibirsk, che si sviluppò appunto lungo la ferrovia presso il ponte sull'Ob' e diventò la terza città più grande della Russia. Tjumen', attraverso cui la linea transita, crebbe più velocemente di Tobol'sk, che era allora il centro della regione, ma non aveva una connessione ferroviaria: per queste variazioni urbanistiche causate dalla ferrovia, nel 1934 il centro della regione Ob'-Irtyš fu spostato da Tobol'sk a Tjumen'.
Il servizio di treni di lusso con carrozze letto fu organizzato dall'imprenditore belga Georges Nagelmackers.
Con la ferrovia il Primo ministro Stolypin condusse un programma di emigrazione della popolazione rurale dalla parte europea, sovrappopolata, verso la Siberia in cambio di grandi appezzamenti di terreno gratuiti: l'iniziativa ebbe successo e fra il 1906 e il 1916 circa tre milioni di contadini si trasferirono in Siberia in treno. I nuovi contadini siberiani cominciarono a produrre ed esportare nella parte europea molto frumento a prezzi molto bassi: per salvare i contadini della parte europea dall'impoverimento che avrebbe provocato gravi disordini sociali, il governo applicò allora un dazio speciale. Come conseguenza l'economia siberiana riconvertí la produzione di frumento verso quella del burro.

Durante la seconda guerra mondiale la linea permise all'Armata Rossa di trasportare rapidamente grandi forze dall'Estremo Oriente al fronte occidentale nel 1941. Molte fabbriche furono evacuate dalla parte europea verso la Siberia e furono installate accanto alle stazioni in varie città. La maggior parte di queste fabbriche sono rimaste poi definitivamente in Siberia, contribuendo allo sviluppo delle regioni.

## Percorsi
| Head station |

| Unknown route-map component "CONTgq" | Unknown route-map component "KRZlr+lr" | Unknown route-map component "CONTfq" |

| Unknown route-map component "CONTgq" | Unknown route-map component "ABZgr" |  |

|  | Unknown route-map component "ABZgl" | Unknown route-map component "CONTfq" |

| Unknown route-map component "BS2+l" | Unknown route-map component "BS2+r" |

| Straight track | Station on track |

| Unknown route-map component "LSTR" | Station on track |

| Unknown route-map component "LSTR" | Station on track |

| Unknown route-map component "LSTR" | Station on track |

| Unknown route-map component "LSTR" | Station on track |

| Unknown route-map component "LSTR" | Station on track |

| Unknown route-map component "LSTR" | Station on track |

| Unknown route-map component "LSTR" | Station on track |

| Unknown route-map component "LSTR" | Station on track |

| Unknown route-map component "LSTR" | Station on track |

| Unknown route-map component "LSTR" | Station on track |

| Unknown route-map component "LSTR" | Station on track |

| Unknown route-map component "LSTR" | Small bridge over water |

| Unknown route-map component "LSTR" | Station on track |

|  | Unknown route-map component "LSTR" | Unknown route-map component "ABZg+l" | Unknown route-map component "CONTfq" |

| Station on track | Straight track |

| Straight track | Station on track |

| Unknown route-map component "LSTR" | Station on track |

| Unknown route-map component "LSTR" | Station on track |

| Unknown route-map component "LSTR" | Station on track |

| Unknown route-map component "LSTR" | Station on track |

| Unknown route-map component "LSTR" | Station on track |

| Unknown route-map component "LSTR" | Station on track |

| Unknown route-map component "LSTR" | Station on track |

| Unknown route-map component "LSTR" | Station on track |

| Unknown route-map component "LSTR" | Station on track |

| Unknown route-map component "LSTR" | Station on track |

| Unknown route-map component "LSTR" | Station on track |

| Unknown route-map component "LSTR" | Station on track |

| Unknown route-map component "LSTR" | Station on track |

| Unknown route-map component "LSTR" | Station on track |

| Unknown route-map component "LSTR" | Station on track |

| Unknown route-map component "LSTR" | Station on track |

| Unknown route-map component "LSTR" | Station on track |

| Unknown route-map component "LSTR" | Station on track |

| Unknown route-map component "LSTR" | Station on track |

| Unknown route-map component "LSTR" | Station on track |

| Unknown route-map component "LSTR" | Station on track |

| Unknown route-map component "LSTR" | Station on track |

| Unknown route-map component "LSTR" | Station on track |

| Unknown route-map component "LSTR" | Station on track |

| Unknown route-map component "LSTR" | Small bridge over water |

| Unknown route-map component "LSTR" | Station on track |

| Unknown route-map component "LSTR" | Station on track |

| Unknown route-map component "LSTR" | Station on track |

| Unknown route-map component "LSTR" | Station on track |

| Unknown route-map component "LSTR" | Station on track |

| Unknown route-map component "LSTR" | Station on track |

| Unknown route-map component "LSTR" | Station on track |

| Unknown route-map component "LSTR" | Station on track |

| Unknown route-map component "LSTR" | Station on track |

| Unknown route-map component "LSTR" | Station on track |

| Unknown route-map component "LSTR" | Station on track |

| Unknown route-map component "LSTR" | Station on track |

| Straight track | Station on track |

| Unknown route-map component "BS2l" | Unknown route-map component "BS2r" |

| Station on track |

| Small bridge over water |

| Station on track |

| Station on track |

| Station on track |

| Station on track |

| Station on track |

| Station on track |

| Station on track |

| Station on track |

| Station on track |

| Station on track |

| Station on track |

| Station on track |

| Station on track |

| Station on track |

| Station on track |

| Station on track |

| Station on track |

| Station on track |

| Station on track |

| Small bridge over water |

| Station on track |

| Station on track |

| Station on track |

| Station on track |

| Station on track |

| Station on track |

| Station on track |

| Station on track |

| Station on track |

| Station on track |

| Station on track |

| Station on track |

| Station on track |

| Station on track |

| Small bridge over water |

| Station on track |

| Station on track |

| Station on track |

| Station on track |

| Station on track |

| Station on track |

| Station on track |

| Station on track |

| Station on track |

| Station on track |

| Station on track |

| Station on track |

| Station on track |

| Station on track |

| Station on track |

| Station on track |

| Station on track |

| Unknown route-map component "STR+GRZq" |

| Small bridge over water |

| Station on track |

| Station on track |

| Station on track |

| Station on track |

| Station on track |

| Station on track |

| Station on track |

| Station on track |

| Station on track |

| Station on track |

| Station on track |

| Station on track |

| Station on track |

| Station on track |

| Station on track |

| Station on track |

| Station on track |

| Station on track |

| Station on track |

| Station on track |

| Station on track |

| Station on track |

| Station on track |

| Station on track |

| Station on track |

| Small bridge over water |

| Station on track |

| Station on track |

| Station on track |

| Station on track |

| Station on track |

| Station on track |

| Station on track |

| Station on track |

| Small bridge over water |

| Station on track |

| Station on track |

| Station on track |

| Station on track |

| Station on track |

| Station on track |

| Small bridge over water |

| Station on track |

| Station on track |

| Station on track |

| Station on track |

| Station on track |

| Station on track |

| Station on track |

| Station on track |

| Station on track |

| Station on track |

| Station on track |

| Station on track |

| Station on track |

| Station on track |

| Station on track |

| Station on track |

| Station on track |

| Station on track |

| Station on track |

| Station on track |

| Station on track |

| Small bridge over water |

| Station on track |

| Station on track |

| Station on track |

| Station on track |

| Station on track |

| Station on track |

| Small bridge over water |

| Station on track |

| Station on track |

| Station on track |

|  | Junction both to and from left | Unknown route-map component "CONTfq" |

| Station on track |

| Station on track |

| Station on track |

| Station on track |

| Station on track |

| Station on track |

| Station on track |

| Station on track |

| Station on track |

| Station on track |

| Station on track |

| Station on track |

| Station on track |

| Small bridge over water |

| Station on track |

| Station on track |

| Station on track |

| Station on track |

| Station on track |

| Station on track |

| Small bridge over water |

| Station on track |

| Station on track |

| Station on track |

| Station on track |

| Station on track |

| Station on track |

| Station on track |

| Station on track |

| Station on track |

| Station on track |

| Station on track |

| Station on track |

| Station on track |

| Station on track |

| Station on track |

| Station on track |

| Station on track |

| Station on track |

| Station on track |

| Station on track |

|  | Unknown route-map component "ABZgl" | Unknown route-map component "CONTfq" |

| Station on track |

| Station on track |

| Station on track |

| Station on track |

| Station on track |

| Station on track |

| Station on track |

| Station on track |

| Station on track |

| Station on track |

| Station on track |

| Station on track |

| Station on track |

| Station on track |

| Station on track |

| Station on track |

| Small bridge over water |

| Station on track |

| Station on track |

| Station on track |

| Station on track |

| Station on track |

| Station on track |

| Station on track |

| Small bridge over water |

| Station on track |

| Station on track |

| Small bridge over water |

| Station on track |

| Station on track |

| Station on track |

| Station on track |

| Station on track |

| Station on track |

| Station on track |

| Station on track |

| Station on track |

| Station on track |

| Station on track |

| Station on track |

| Station on track |

| Station on track |

| Station on track |

| Station on track |

| Station on track |

| Station on track |

| Station on track |

| Station on track |

| Station on track |

| Station on track |

| Small bridge over water |

| Station on track |

| Station on track |

| Unknown route-map component "CONTgq" | Unknown route-map component "ABZgr" |  |

| Station on track |

| Station on track |

| Station on track |

| Station on track |

| Station on track |

| Station on track |

| Station on track |

| Station on track |

| Station on track |

| Station on track |

| Station on track |

| Station on track |

| Station on track |

| Station on track |

| Station on track |

| Station on track |

| Station on track |

| Station on track |

| Station on track |

| Small bridge over water |

| Station on track |

| Station on track |

| Station on track |

| Station on track |

| Station on track |

| Station on track |

| Station on track |

| Station on track |

| Station on track |

| Station on track |

| Station on track |

| Station on track |

| Station on track |

| Unknown route-map component "CONTgq" | Unknown route-map component "ABZgr" |  |

| Station on track |

| Station on track |

| Station on track |

| Station on track |

| Station on track |

| Station on track |

| Station on track |

|  | Unknown route-map component "ABZgl" | Unknown route-map component "STR+r" |

|  | Straight track | End station |

| Station on track |

| Unknown route-map component "CONTgq" | Unknown route-map component "ABZgr" |  |

| Station on track |

| Station on track |

| Station on track |

| Station on track |

| Station on track |

| Station on track |

| Station on track |

| Station on track |

| Station on track |

| Station on track |

| Station on track |

| Station on track |

| Station on track |

| Station on track |

| Station on track |

| Station on track |

| Station on track |

| Station on track |

| Station on track |

|  | Unknown route-map component "ABZgl" | Unknown route-map component "CONTfq" |

| Station on track |

| Station on track |

| Station on track |

| Station on track |

| Station on track |

| Station on track |

| Station on track |

| Station on track |

| Station on track |

| Station on track |

| Station on track |

| Station on track |

| Station on track |

| Station on track |

| Station on track |

| Small bridge over water |

| Station on track |

| Station on track |

| Station on track |

| Unknown route-map component "CONTgq" | Unknown route-map component "ABZgr" |  |

| Station on track |

| Station on track |

| Station on track |

| Station on track |

| Station on track |

| Station on track |

| Station on track |

| Station on track |

| Station on track |

| Station on track |

| Station on track |

| Station on track |

| Station on track |

| Station on track |

| Station on track |

| Station on track |

| Station on track |

| Station on track |

| Station on track |

| Station on track |

| Station on track |

| Station on track |

| Small bridge over water |

| Station on track |

| Station on track |

| Station on track |

| Station on track |

| Station on track |

| Station on track |

| Station on track |

| Station on track |

| Station on track |

| Station on track |

| Station on track |

| Station on track |

| Station on track |

| Station on track |

| Station on track |

| Station on track |

| Station on track |

| Station on track |

| Station on track |

| Station on track |

| Station on track |

| Station on track |

| Station on track |

| Station on track |

| Station on track |

| Station on track |

| Unknown route-map component "CONTgq" | Unknown route-map component "ABZg+r" |  |

| Station on track |

|  | Unknown route-map component "ABZg+l" | Unknown route-map component "CONTfq" |

| Station on track |

| Station on track |

| Unknown route-map component "ENDEe" |

- Attuale: Mosca, Nižnij Novgorod, Kirov, Perm', Ekaterinburg, Tjumen', Omsk, Novosibirsk, Krasnojarsk, Irkutsk, Ulan-Udė, Čita, Skovorodino, Chabarovsk, Ussurijsk, Vladivostok.
- Meridionale: Mosca, Murom, Arzamas, Kanaš, Ufa, Čeljabinsk, Omsk, Novosibirsk, Krasnojarsk, Irkutsk, Ulan-Udė, Čita, Chabarovsk, Vladivostok.
- Settentrionale: Mosca, Yaroslavl', Kirov, Perm, Ekaterinburg, Tjumen', Omsk, Novosibirsk, Krasnojarsk, Irkutsk, Ulan-Udė, Čita, Chabarovsk, Vladivostok.
- Storico: Mosca, Rjazan', Ruzaevka, Samara (Kujbyšev), Ufa, Čeljabinsk, Omsk, Novosibirsk, Krasnojarsk, Irkutsk, Ulan-Udė, Čita, Chabarovsk, Vladivostok.

A Ulan-Udė si diparte verso sud la Ferrovia Transmongolica, a binario semplice e non elettrificata, che attraversa la Mongolia e si connette alla rete cinese, permettendo la prosecuzione per Jiling e Pechino.

## I servizi
Il tempo medio di viaggio da capolinea a capolinea è di una settimana. Il treno che percorre la ferrovia da capolinea a capolinea ha una cadenza giornaliera ed effettua 157 fermate, attraversando sette fusi orari.

### Il trasporto merci
Attualmente attraverso la strada ferrata Transiberiana giungono in Europa circa 20 000 container all'anno, di cui circa 8 300 provenienti dal Giappone. Sono ancora una minima parte del trasporto di merci dall'arcipelago asiatico, che arriva a circa 360 000 container annui, ma il governo russo si sta adoperando per cercare di aumentare il numero di contenitori instradati via ferrovia a circa 100 000 l'anno, mettendo in servizio anche 120 treni merci al giorno. L'ostacolo più grosso al progetto attualmente è la presenza di alcune parti della linea a singolo binario che formano il cosiddetto collo di bottiglia. Dopo la completa elettrificazione della linea, ottenuta nel 2002 (con il risultato di riuscire anche a raddoppiare il peso dei treni transitanti, arrivati a 6 000 tonnellate) ora si sta lavorando appunto sul raddoppio completo della linea.
Generalmente circa il 30% delle esportazioni russe transita per questa linea facendone uno dei punti cruciali nella sua rete di infrastrutture dei trasporti.

## Citazioni
Il gruppo di rock progressivo italiano Banco del Mutuo Soccorso nel 2019 ha pubblicato il concept album autobiografico Transiberiana dedicato alla linea ferroviaria.

## Galleria d'immagini

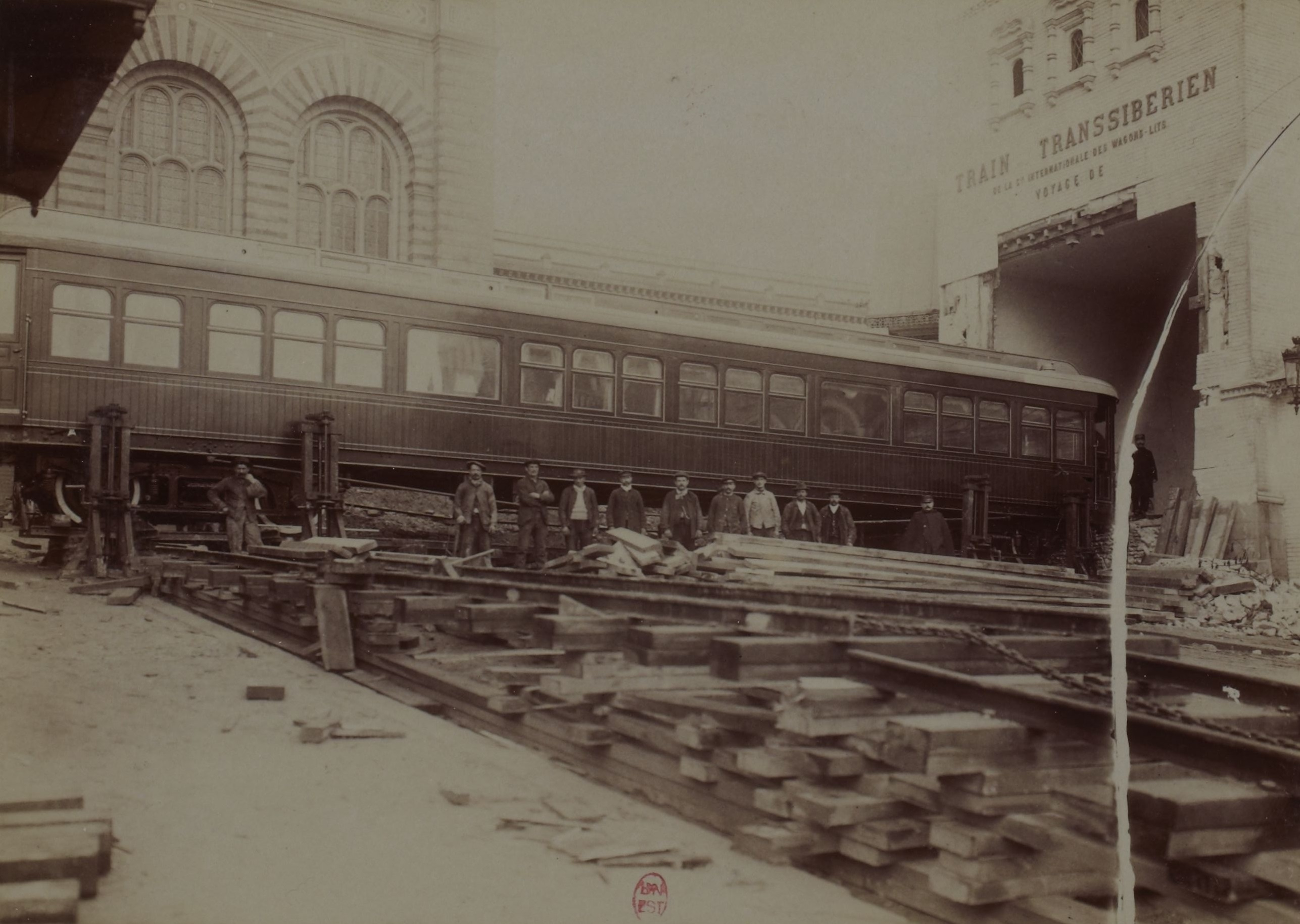
Costruzione francese dei carri transiberiani (1900).
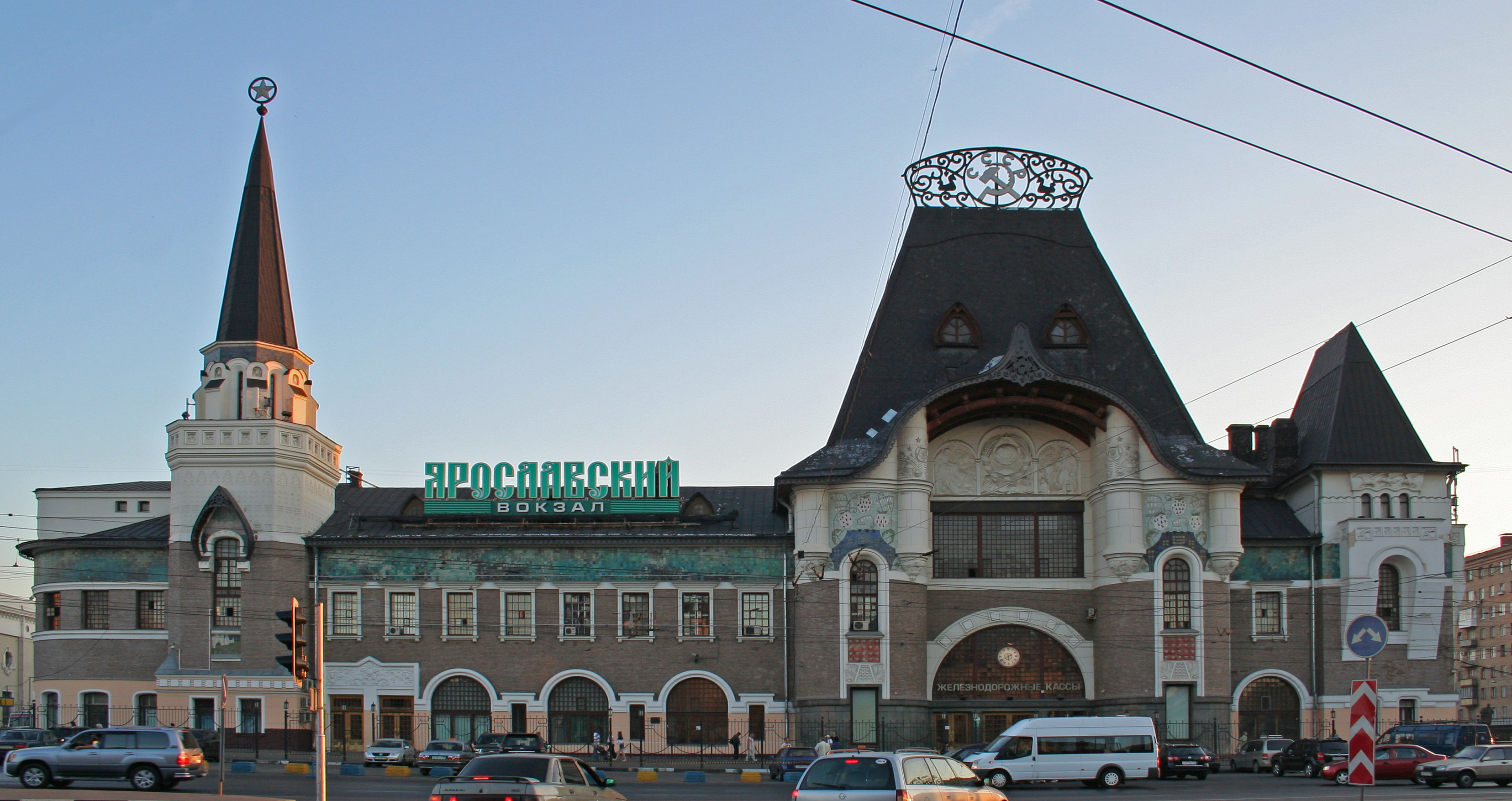
Inizio della ferrovia transiberiana a Mosca.
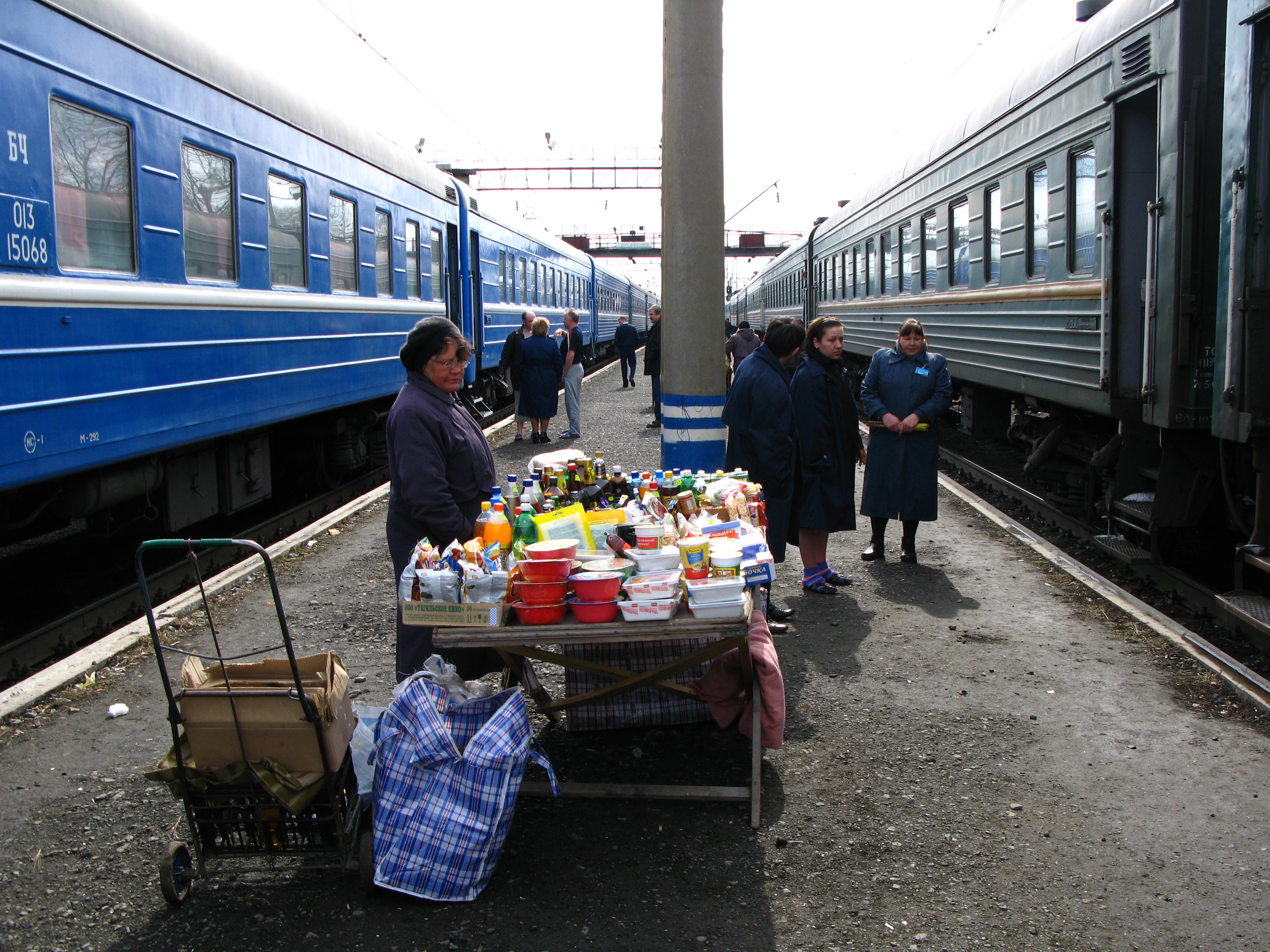
Sulle banchine di quasi tutte le stazioni della Transiberiana si trovano stand gastronomici, piccoli chioschi e spesso anche bancarelle di autoctoni che vendono pesce (come il baikal omul), pirožki e patate.
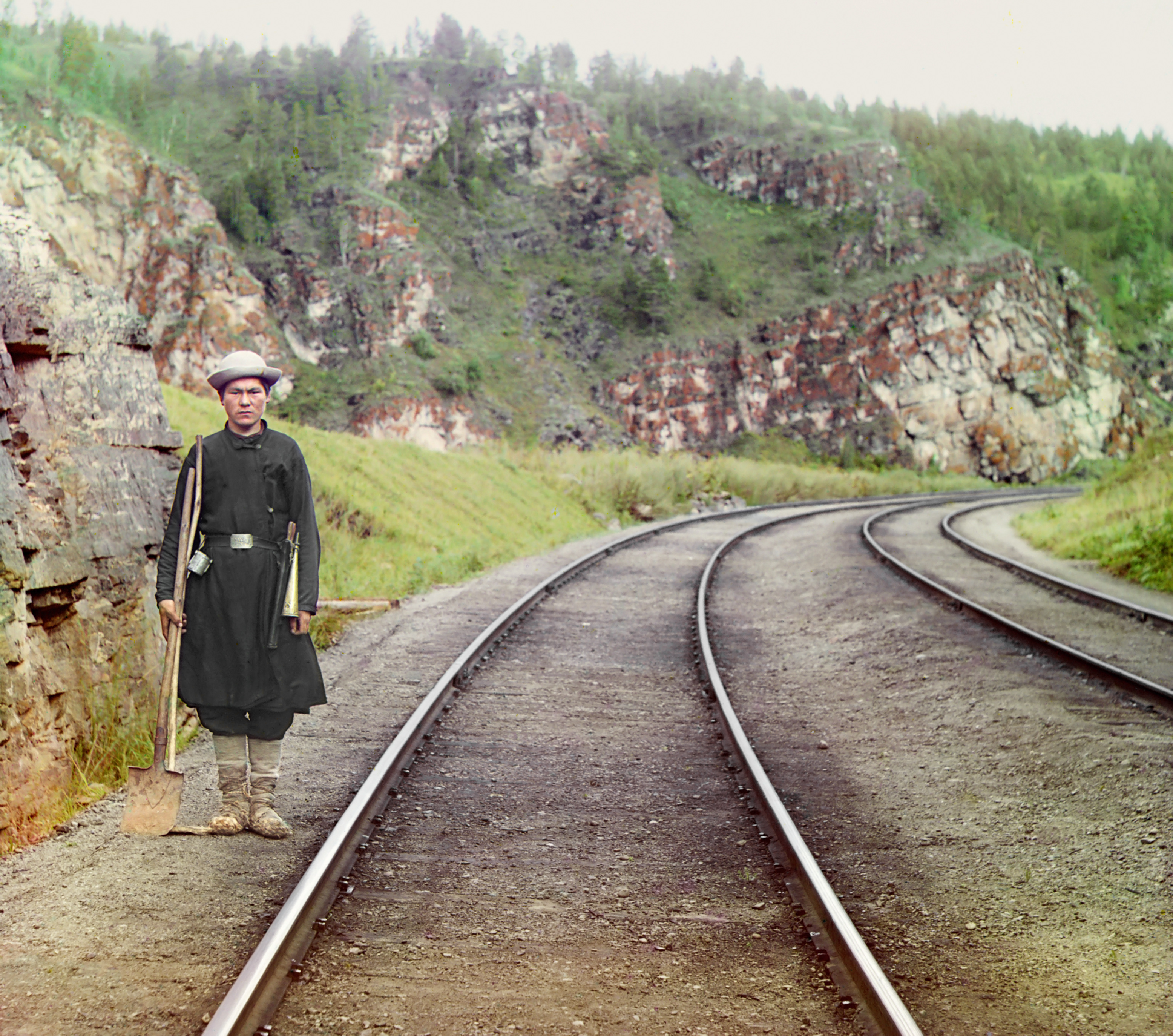
Governatore baschiro vicino alla città Ust'-Katav sul fiume Jurjuzan' tra Ufa e Čeljabinsk nella regione dei Monti Urali (1910).
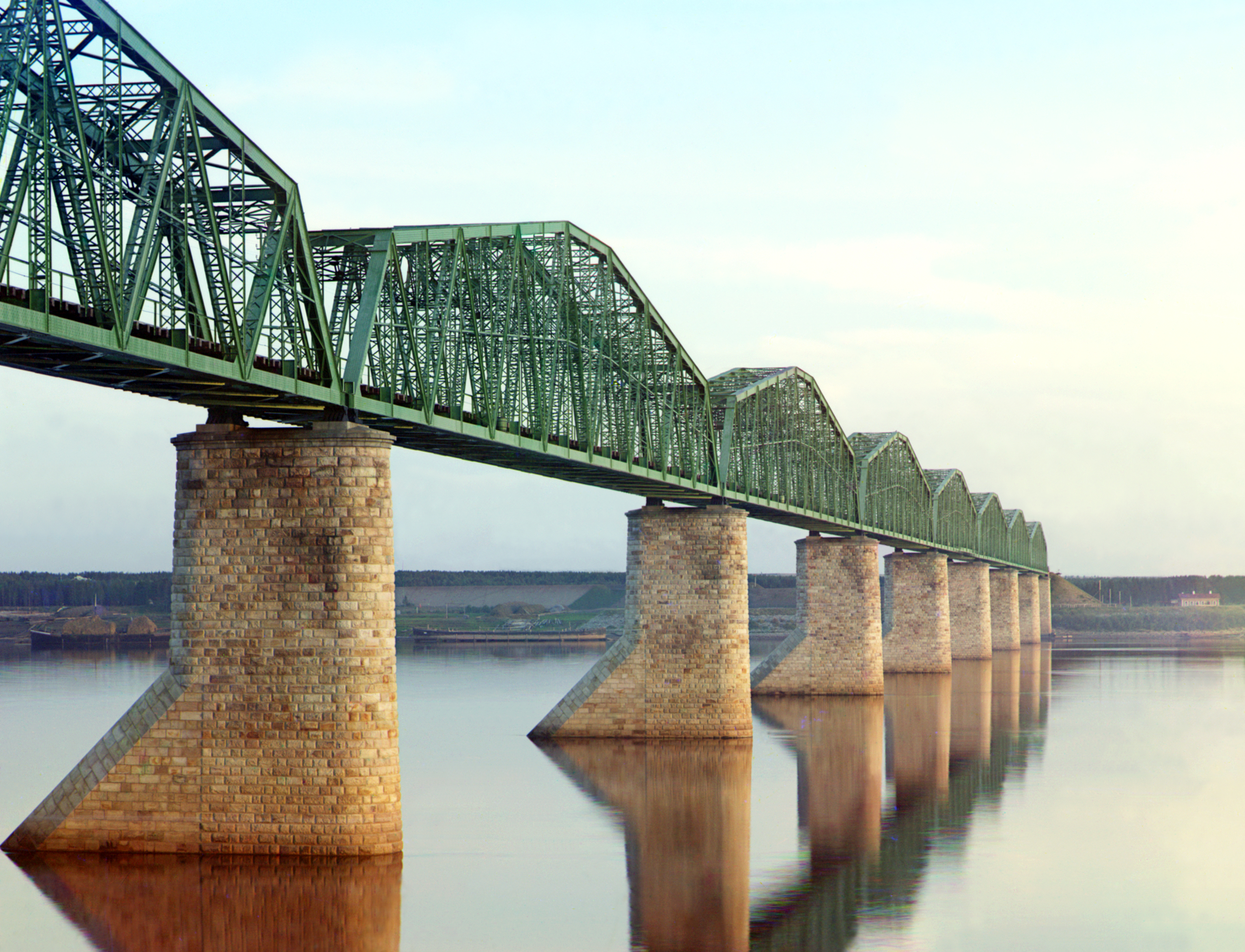
Ponte sul fiume Kama, vicino a Perm', costruito nel 1912.
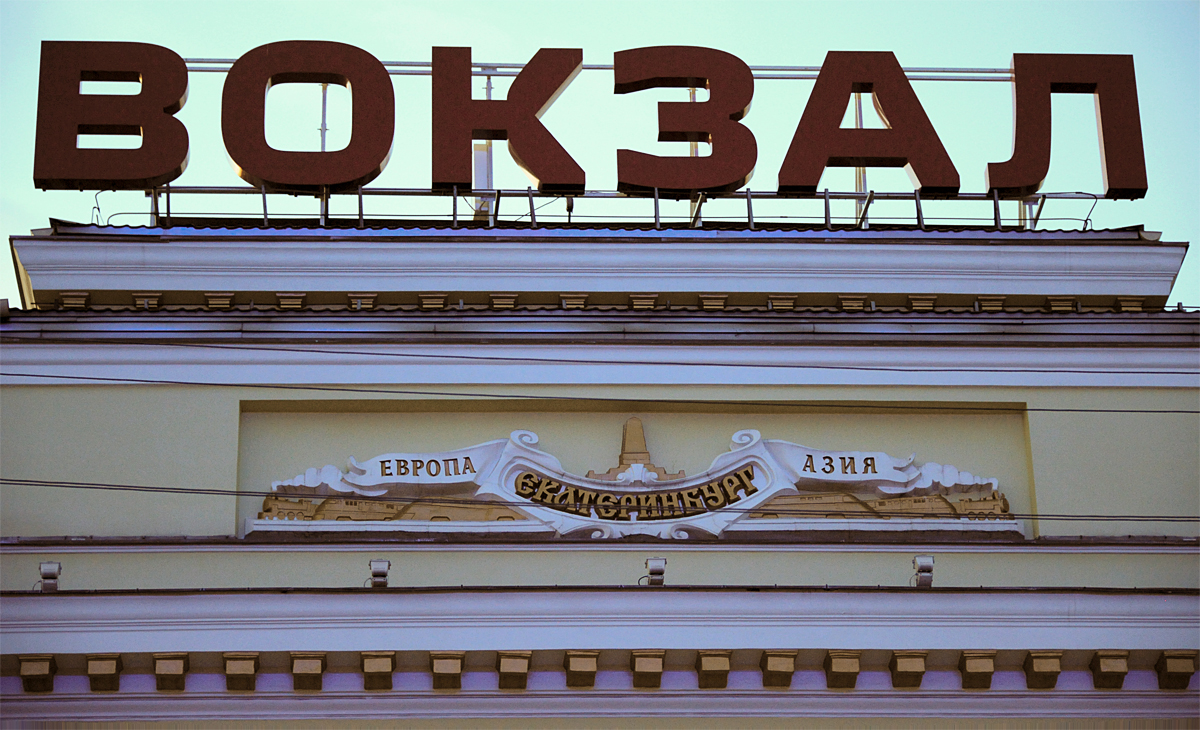
La stazione di Ekaterinburg al confine tra Europa e Asia.
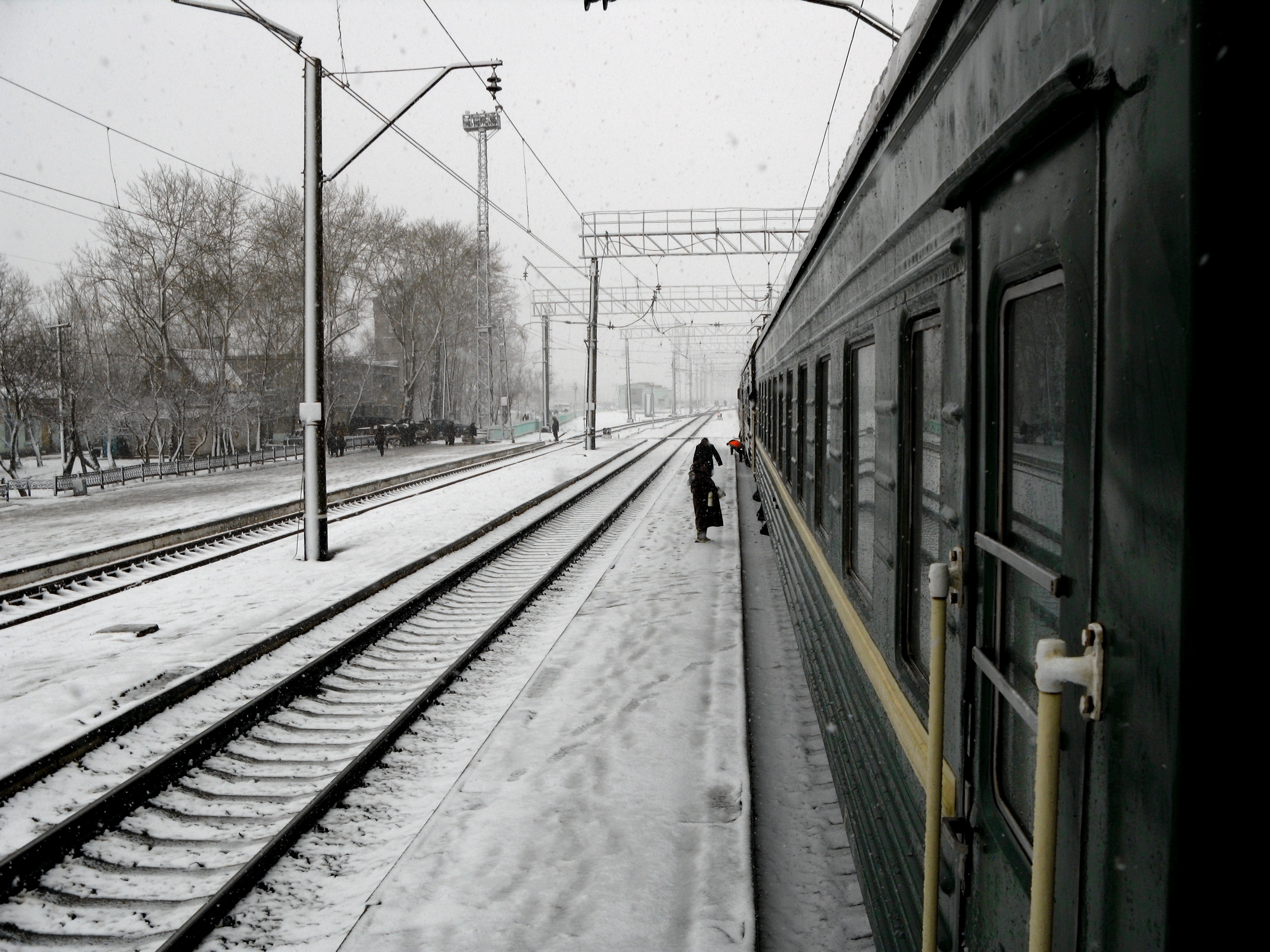
Neve alla fine di aprile alla stazione di Nazyvaevsk, in Siberia.
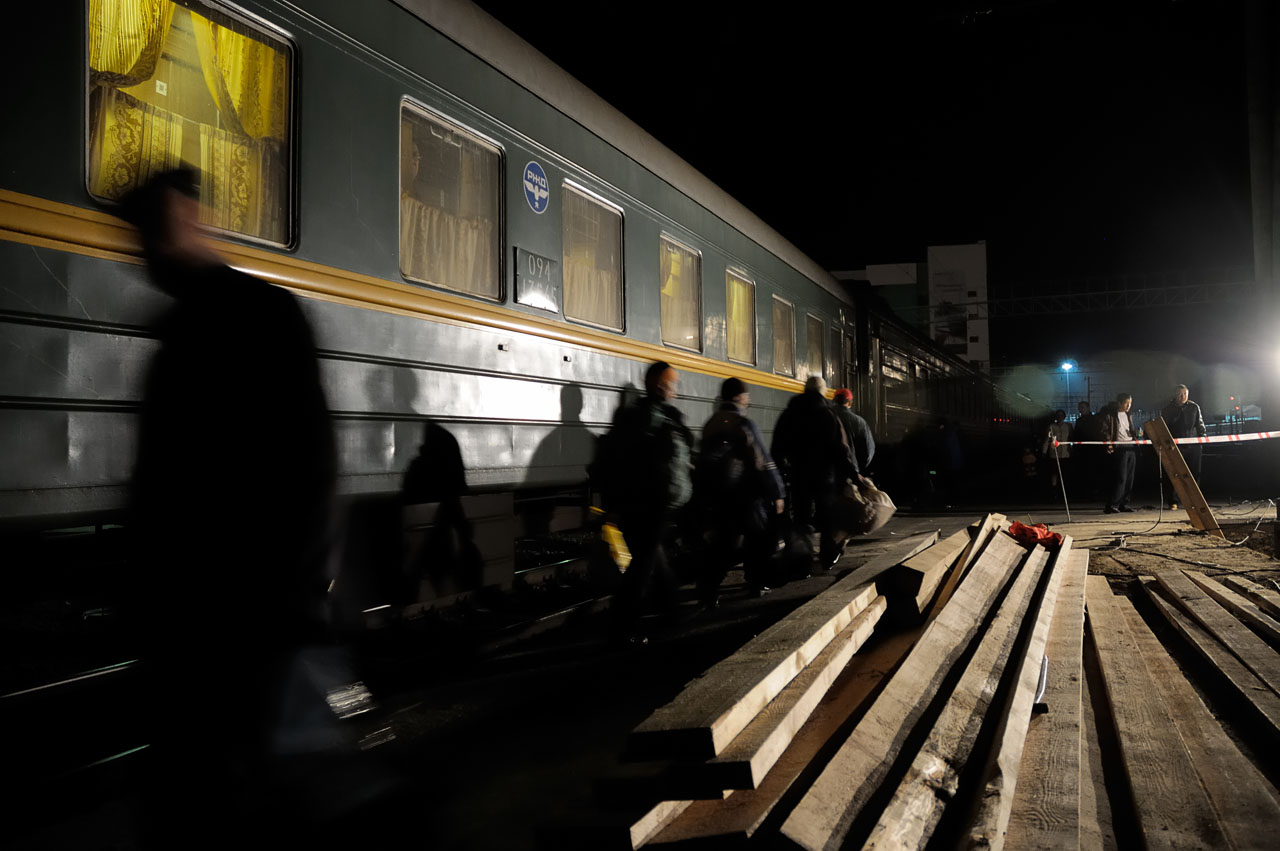
La Transiberiana è un collegamento vitale per l'Estremo Oriente russo.
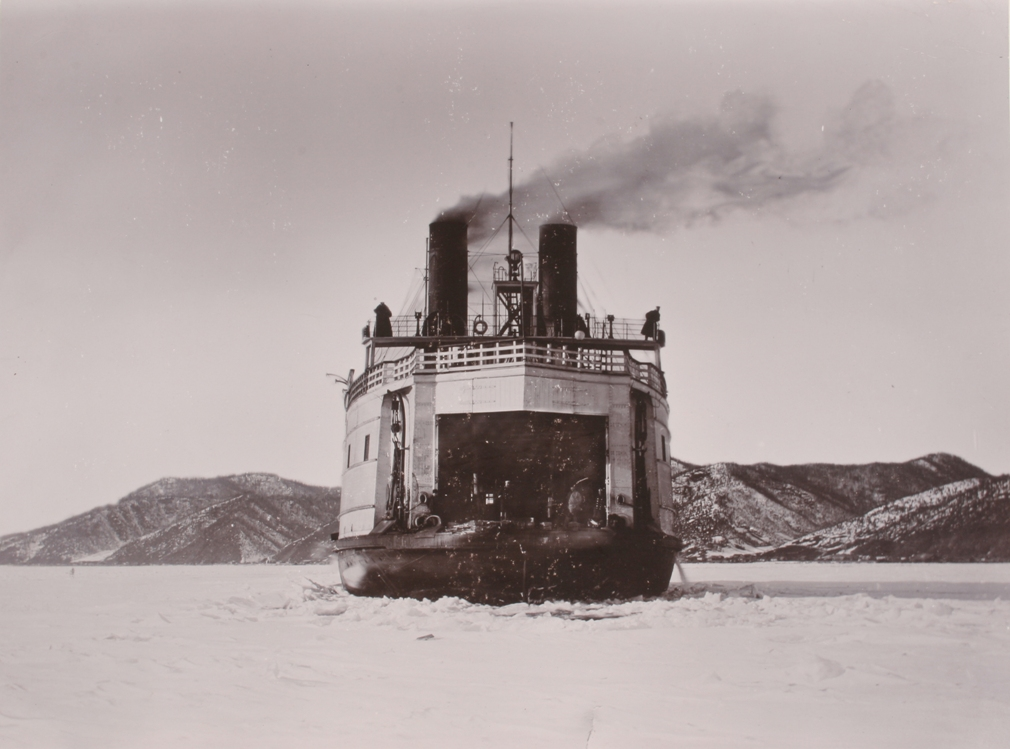
Il traghetto da treno SS Bajkal in servizio sul Lago Bajkal.
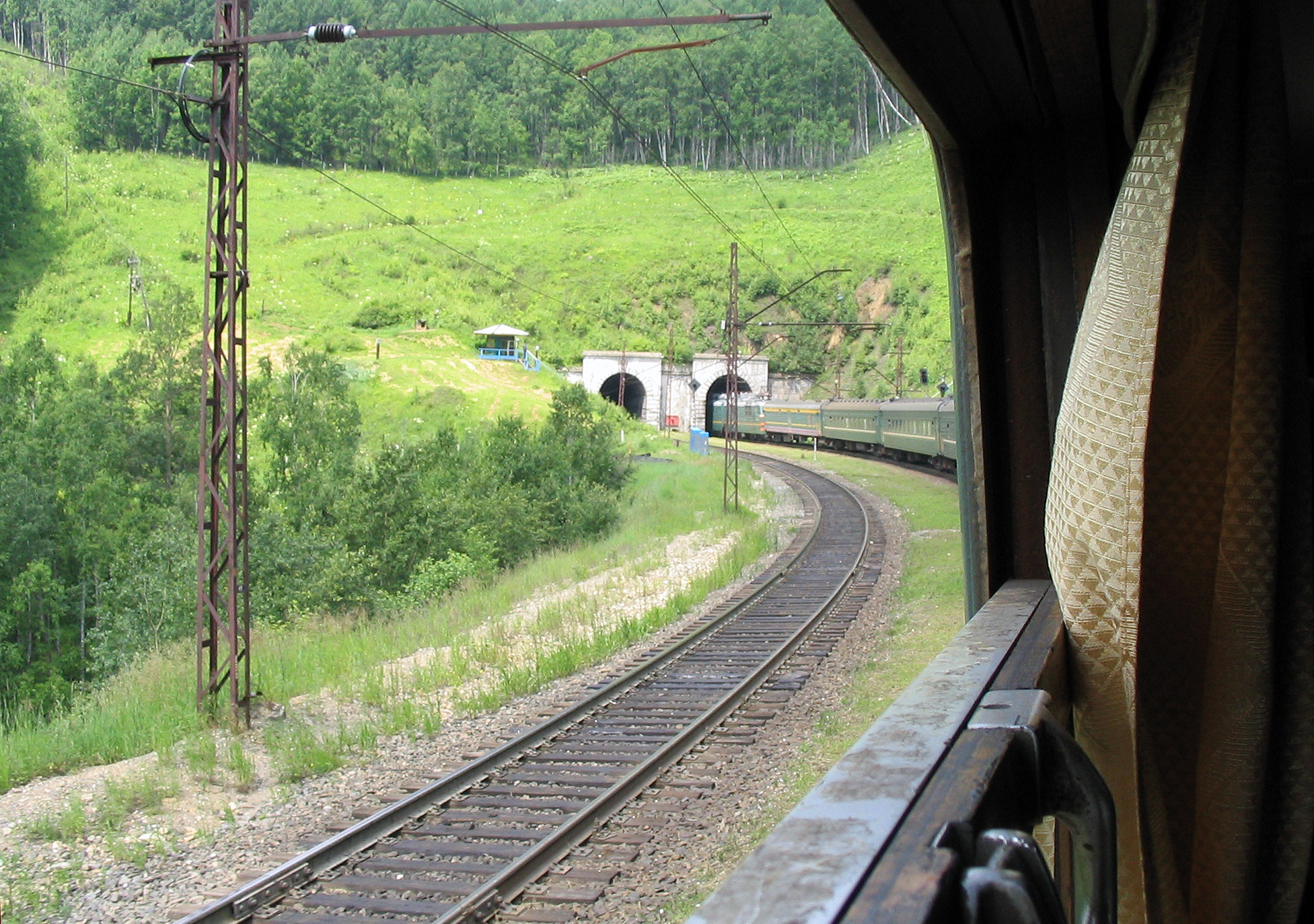
Treno che entra in un tunnel vicino al Lago Bajkal a ovest di Kultuk.
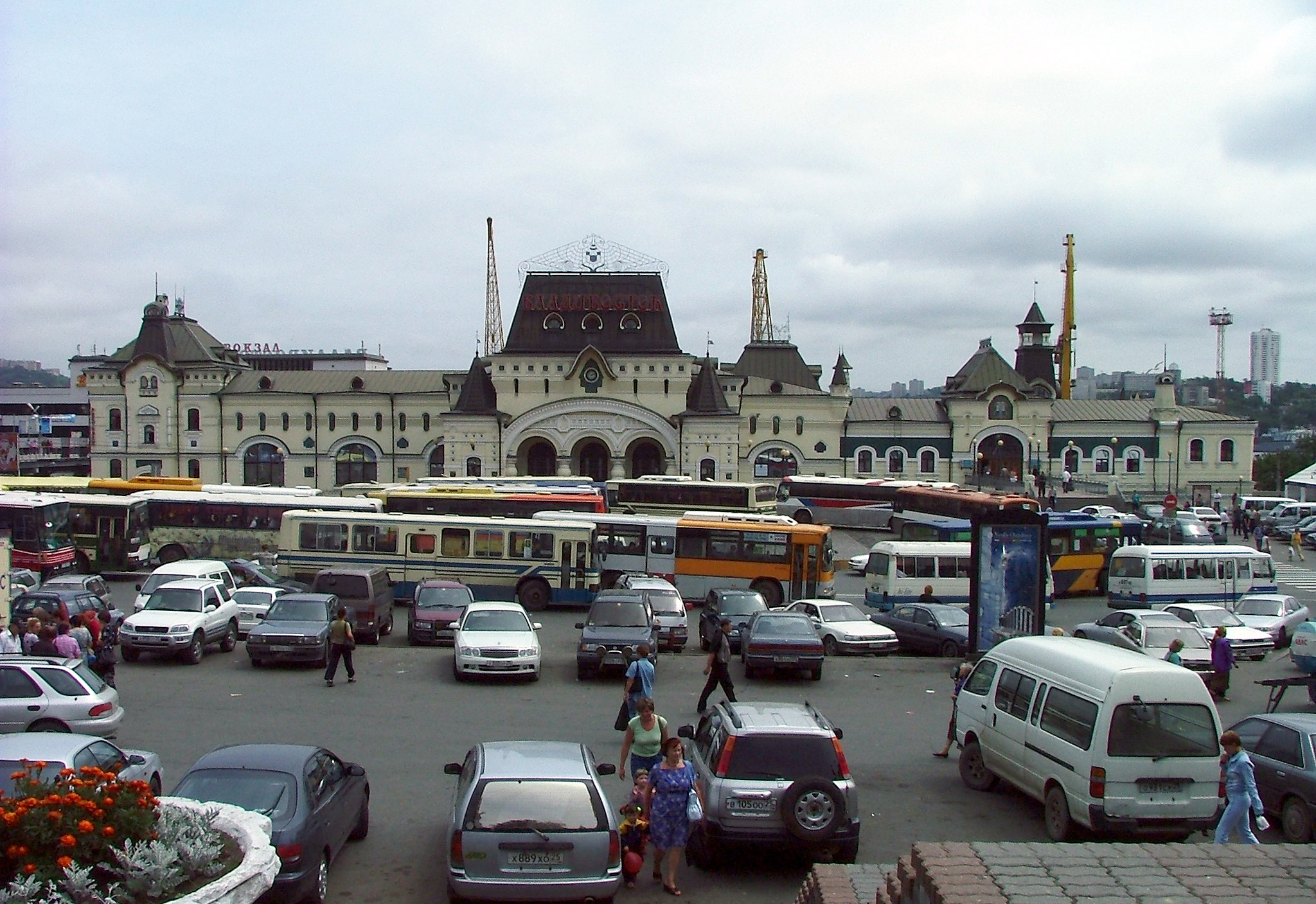
La stazione di Vladivostok: il capolinea della Transiberiana.
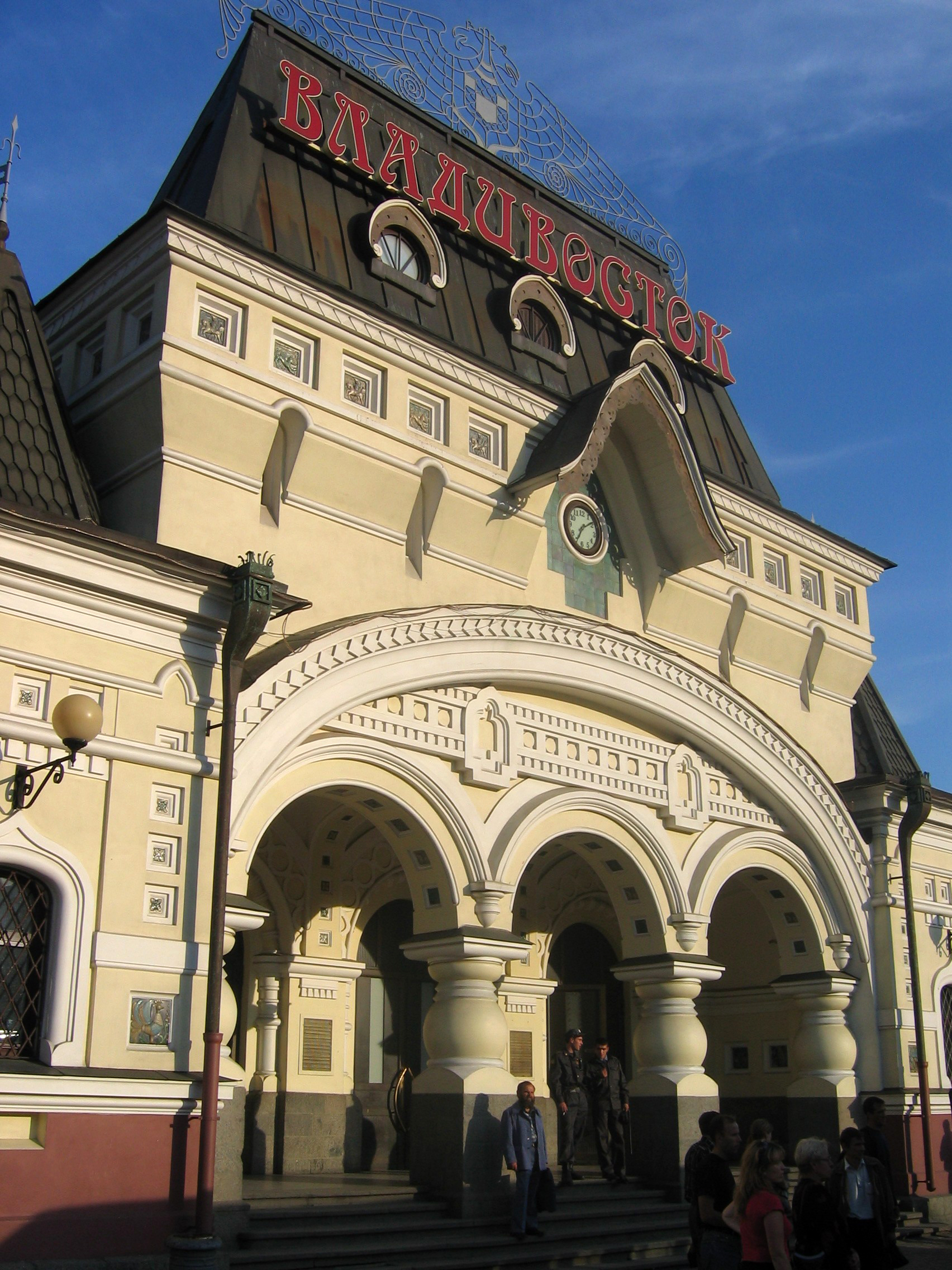
Ingresso della stazione di Vladivostok.
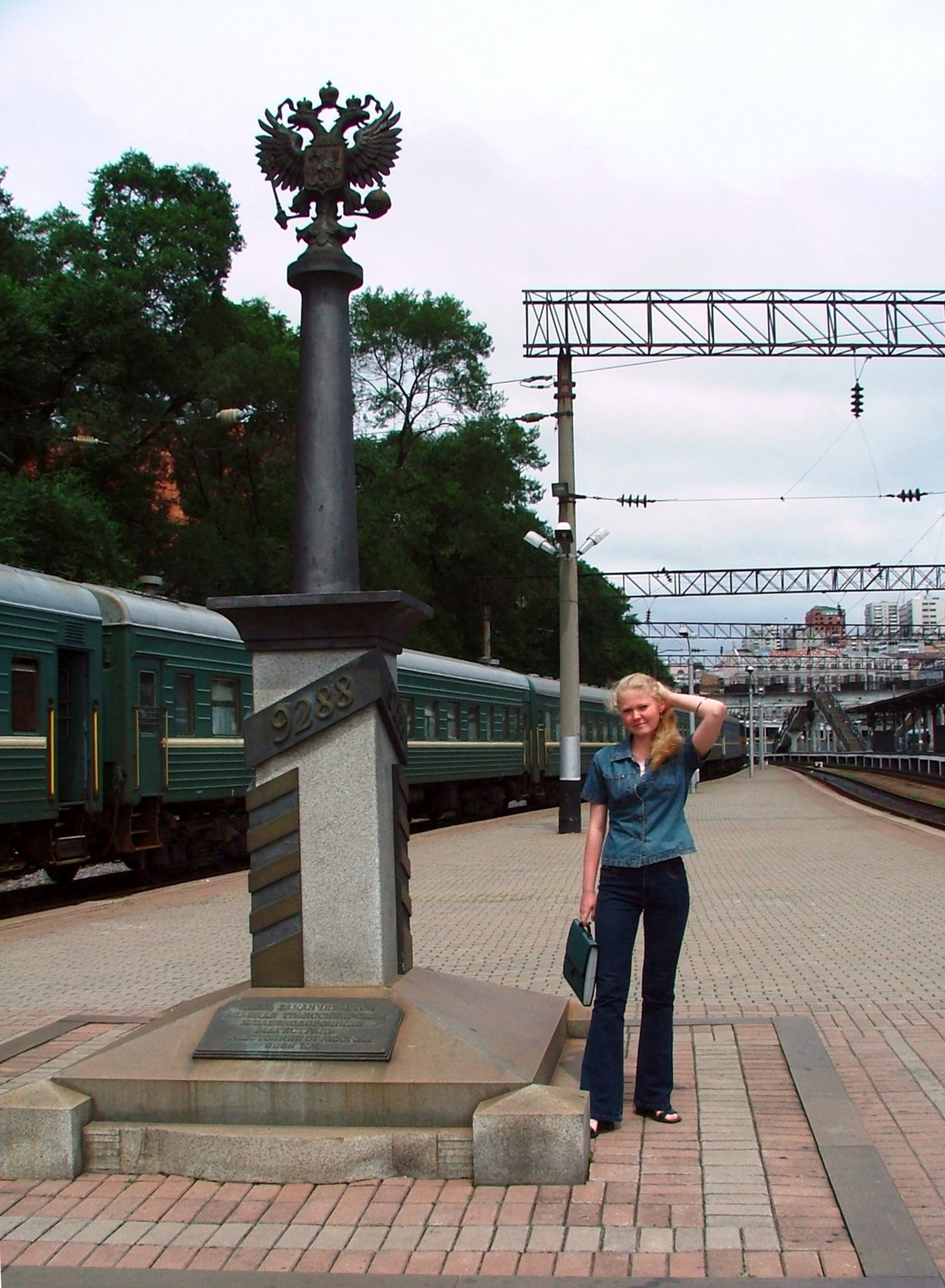
Il segnale per il chilometro 9 288 alla fine della Transiberiana a Vladivostok.
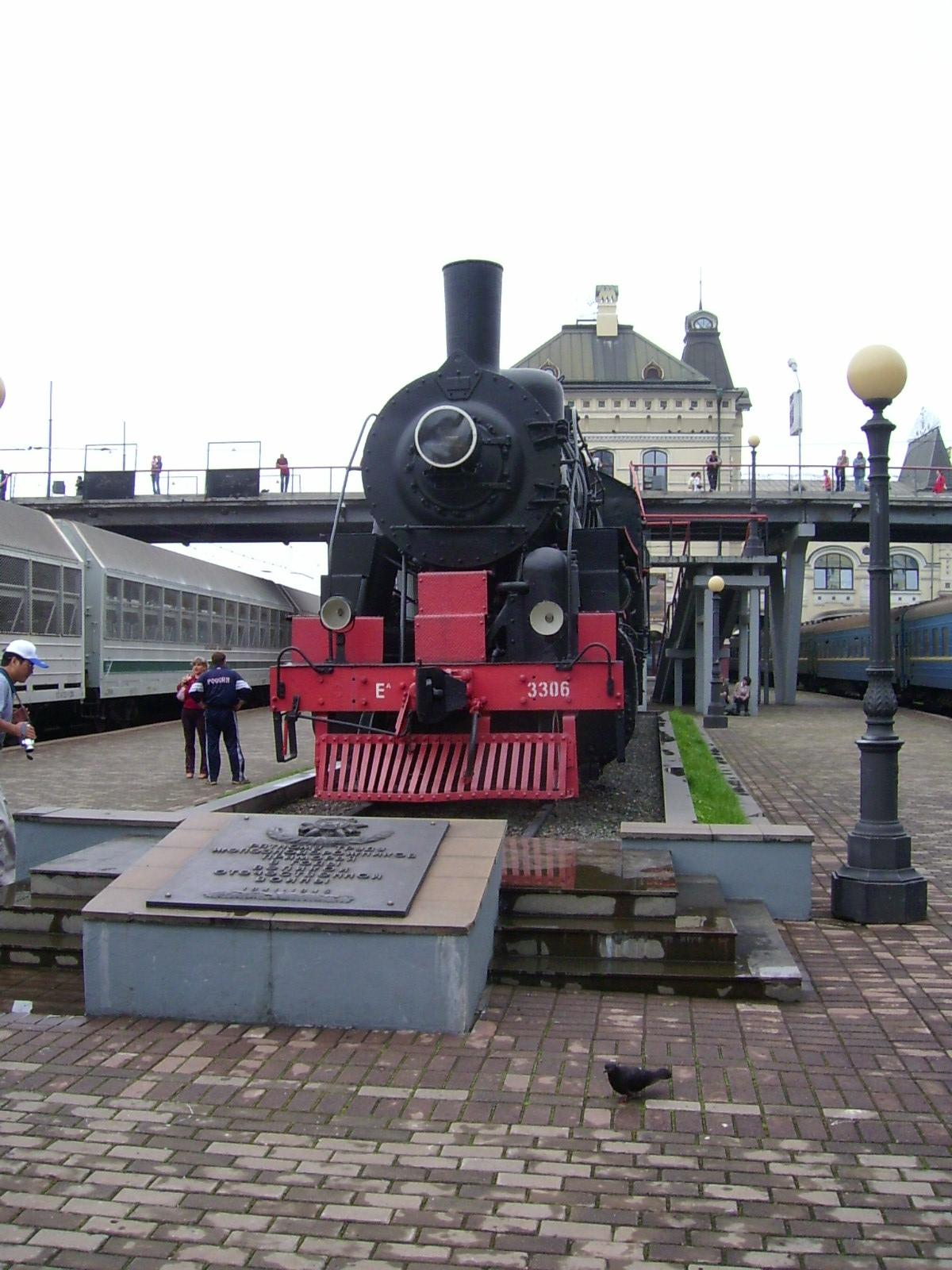
Fine della Transiberiana a Vladivostok, al chilometro 9 288.